# Кисмо Лесмо
Михаило Ђолевић (— Београд, 17. јун 2025), познатији под уметничким именом Кисмо Лесмо, био је српски репер. Популарност је стекао као члан андерграунд хипхоп групе Скиз. Важио је за једнога од најистакнутијих и најпосебнијих гласова домаће хипхоп музике.

## Смрт
Кисмо је изненада преминуо 17. јуна 2025. Сахрањен је три дана доцније на Новоме бежанијском гробљу у Београду.